# The Battle of Evermore
The Battle of Evermore е фолк дует, изпят от Робърт Плант и Сенди Дени, включен в неозаглавения албум на „Лед Зепелин“ от 1971 г., известен като Led Zeppelin IV. Песента е написана от Джими Пейдж и Робърт Плант в Хедли Гръндж, докато Пейдж експериментира с мандолината на Джон Пол Джоунс. Инструментите на песента включват свирене на акустична китара и мандолина, докато текстът препраща към фантастичния роман на Дж. Р. Р. Толкин „Властелинът на пръстените“, подобно на други две песни на групата на Ramble On и Misty Mountain Hop, които също правят препратки към фентъзи-романа.
Оксфордският наръчник по музика и медиевизъм третира песента като „фантастично средновековие“, виждайки алюзии за множество характеристики на Средната земя на Толкин. В него се отбелязва, че песента „намеква специално“ за Тъмния лорд, докато споменатата „Queen of Light“ е „вероятно“ кралицата на елфите Галадриел. В него се посочва, че битката в песента „често е идентифицирана от феновете“ като битката при полетата на Пеленор. Описвайки ефекта от песента, изданието пише, че Плант използва чувството на носталгия с „напрежението и отчаянието“ в своите „гласови викове“, съчетани с „преследващия, пасторален звуков пейзаж“, който заедно създава „разрушителния свят на войната“ в опозиция на идеализиран и аркадски спокоен дом“.

## Музиканти
- Робърт Плант – вокали
- Джими Пейдж – китара, мандолина

## Гост музиканти
Сенди Дени – вокали